# Yaltzi Tres Lagunas
Yaltzi Tres Lagunas är en ort i Mexiko.   Den ligger i kommunen Comitán Municipality och delstaten Chiapas, i den sydöstra delen av landet, 800 km öster om huvudstaden Mexico City. Yaltzi Tres Lagunas ligger 1 856 meter över havet och antalet invånare är 819.
Terrängen runt Yaltzi Tres Lagunas är lite bergig. Runt Yaltzi Tres Lagunas är det ganska glesbefolkat, med 35 invånare per kvadratkilometer. Närmaste större samhälle är Comitán, 14,6 km öster om Yaltzi Tres Lagunas. I omgivningarna runt Yaltzi Tres Lagunas växer huvudsakligen savannskog.